# Chlorothraupis
Chlorothraupis – rodzaj ptaków z rodziny kardynałów (Cardinalidae).

## Rozmieszczenie geograficzne
Rodzaj obejmuje gatunki występujące w Ameryce Środkowej i Południowej.

## Morfologia
Długość ciała 17–18 cm, masa ciała 35,5–43 g.

## Systematyka
Rodzaj zdefiniowała w 1883 roku para angielskich entomologów i ornitologów Osbert Salvin i Frederick DuCane Godman, w publikacji własnego autorstwa poświęconej ptakom opublikowanej w zbiorczej serii dotyczącej biologii Ameryki Środkowej. Gatunkiem typowym jest (późniejsze oznaczenie) habia oliwkowa (Ch. carmioli).

### Etymologia
Chlorothraupis: gr. χλωρος khlōros ‘zielony’; θραυπις thraupis ‘nieznany mały ptak’, być może jakaś zięba. W ornitologii thraupis oznacza ptaka z rodziny tanagrowatych.

### Podział systematyczny
Do rodzaju należą następujące gatunki:
- Chlorothraupis carmioli (Lawrence, 1868) – habia oliwkowa
- Chlorothraupis frenata von Berlepsch, 1907 – habia żółtokantarowa
- Chlorothraupis olivacea (Cassin, 1860) – habia okularowa
- Chlorothraupis stolzmanni (von Berlepsch & Taczanowski, 1884) – habia Sztolcmana